# Личности (бербери)
Това е списък на известни бербери.

## В древността
- Шошенк I, (египетски фараон от либийски произход)
- Масиниса, цар на Нумидия, Северна Африка, сегашни Алжир и Тунис
- Йугурта, цар на Нумидия
- Йуба II, цар на Нумидия
- Теренций, (пълно име Публий Теренций Афер), римски писател
- Апулей, римски писател (сам се нарича „полунумидиец, полугетулец“)
- Такфаринас, който се бил с римляните в Източните Атласки планини
- Свети Августин, (от Тагаста, бил бербер, въпреки че израснал, говорейки пунически)
- Света Моника, майка на св. Августин
- Арий, (който предложил доктрината на арианството)
- Донат Велики, (водач на донатистката схизма)
- Макрин

## През Средновековието
- Дихия или ал-Кахина
- Аксил или Кусайла
- Салих ибн Тариф от Бергуата
- Тарик ибн Зияд, един от водачите на мавърското нашествие в Иберия през 711 г.
- Ибн Тумарт, основател на алмохадската династия
- Юсуф ибн Ташфин, основател на алморавидската династия
- Ибн Батута (1304–1377 г.), марокански пътешественик
- ал-Аджурими (известен граматик на арабския език)
- Фодил ал-Уартилани, пътешественик и религиозен учен от 18 век
- Абу Якуб Юсуф I, който накарал да построят Гиралдата в Севиля
- Абу Якуб Юсуф II, който накарал да построят Торе дел Оро в Севиля.
- Зири ибн Манад, основател на зиридската династия
- Сиди Махрез туниски светец
- Ибн Ал Джазар известен лекар от Кайруан, 980 г.
- Мохамед Аузал (ок. 1680–1749 г.), плодовит суски берберски поет (вж. също „Океан от сълзи“)
- Мохамед ал-Джазули, автор на Дала'ил ул Хайрат, Суфи

## В ново време

### Кабиле

#### Политици
- Саид Сади, политик-секуларист.
- Хосин Аит Ахмед, алжирски революционен борец и политик-секуларист.
- Сиди Саид, водач на алжирския синдикат на работниците (UGTA).
- Халида Туми, алжирска феминистка и секуларистка, понастоящем говорител на алжирското правителство.
- Ахмед Уяхиа, министър-председател на Алжир
- Белаид Абрика, един от говорителите на Аруш.
- Ферхат Мехени, политик и певец, който се бори за автономия на кабиле.
- Нордин Аит Хамуда, политик-секууларист и син на Полковник Амируш.

#### Личности от алжирската съпротива и революция
- Абане Рамдане, алжирски революционен борец, убит през 1957 г.
- Крим Белкасем, алжирски революционен борец, убит през 1970 г.
- Полковник Амируш, алжирски революционен борец, убит от френските войски през 1959 г.
- Лала Фатма н-Сумер, жена, която предвожда западна Кабилия в борбата срещу френските колонизатори.

#### Хора на изкуството
- Такфаринас – кабилски певец
- Аит Менгелет – кабилски певец
- Халид Изри – певец от Риф
- Лунес Матуб, берберистки и секуларистки певец, убит през 1998 г.
- Идир – кабилски певец
- Слиман Азем – певец
- Си Моханд, кабилски народен певец
- Аит Уараб Мохамед Идир Хало (Ал Анка), шаби певец на кабиле и алжирски арабски.
- Карим Зиад – певец
- Ел Хашеми Геруаби, шаби певец от Мостаганем, северен Алжир.

#### Писатели
- Мулуд Фераун, писател, убит от ОАС.
- Тахар Джаут, писател и журналист, убит от ГИА през 1993 г.
- Салем Шакер, берберист, лингвист, културен и политически активист, писател и директор по берберски в Националния институт за източни езици и цивилизации в Париж

#### Спорт
- Зинедин Зидан (1972), френски футболист суперзвезда.
- Рабах Маджер, алжирска футболна суперзвезда, спечелил купата на шампионите през 1987 г. с Порто ФК.

### Други
- Абд ел-Крим, водач на рифските партизани срещу испанските и френските колонизатори.
- Уалид Мимун – политически певец от Риф
- Али Лмрабет, марокански журналист.
- Катеб Ясин, алжирски писател.
- Мохамед Шукри (известен писател)
- Лиамин Зеруал, президент на Алжир между 1994 и 1999 г.
- Мохамед Шафик
- Абдала Уалин берберски боец и борец за свобода. Борил се с испанската окупация в Аит Бамран, южно от Агадир
- Дрис Джету, Министър-председател на Мароко
- Дидуш Мурад
- Шериф хедам – композитор
- Шеих Ел Хаснауи – певец
- Абдала Нихран – научен изследовател, асистенр в медицинското училище в Маунт Синай, Ню Йорк, САЩ
- Тинариуен – одобрявана от критиката група от туарегски музиканти
- М. Туфали – писател и композитор от Риф (Мелила)

## Известни личности, които са били или бербери, или финикийци
- Септимий Север (римски император от главно пуническия либийски град Лепцис Магна, основан от финикийците)
- Каракала, негов син
- Тертулиан, ранен християнски теолог (роден в Картаген, високо мултиетничен, основан от финикийците)
- Вибия Перпетуа (ранен християнски мъченик, роден също в Картаген)
- Киприан (роден също в Картаген)

## Известни личности, които имат берберски прадеди
Почти всички североафриканци и много андалуски маври са в тази категория, но по принцип не се идентифицират като бербери. За списъци вижте съответните страни.